# Kurt Lachner
Kurt Lachner (* 1904; † nach 1979) war ein deutscher Politiker der DDR-Blockpartei NDPD. Er war Abgeordneter des Landtags von Sachsen und übte mehrere Funktionen in der NDPD aus.

## Leben
Kurt Lachner war von 1950 bis 1952 Abgeordneter und Fraktionsvorsitzender der NDPD im sächsischen Landtag und 1952 kurzzeitig Vorsitzender des NDPD-Landesverbandes Sachsen. Nach Bildung der Bezirke war er 1952/53 der erste Vorsitzende des Bezirksverbandes Leipzig der NDPD, stellvertretender Vorsitzender des Rates des Bezirkes Leipzig und Abgeordneter des Bezirkstages Leipzig. Er qualifizierte sich zum Diplom-Wirtschaftler und ging später nach Berlin, wo er als wissenschaftlicher Mitarbeiter des Betriebsdirektors des VEB Berliner Vergaser- und Filterwerke arbeitete. Er wirkte als NDPD-Kreisvorsitzender in Berlin-Friedrichshain, war seit 1970 Mitglied der Stadtbezirksversammlung Berlin-Friedrichshain und wurde 1974 und 1979 als Stadtbezirksverordneter wiedergewählt.

## Auszeichnung
- 1974 Vaterländischer Verdienstorden in Bronze[4]